# 纳特·博克瑟
纳特·博克瑟（英語：Nat Boxer，1925年6月22日—2009年12月3日）美国音频工程师。他曾因电影现代启示录赢得奥斯卡最佳音响效果奖。

## 部分影视作品
- 现代启示录 (1979)[3]